# Kaneelkleurige melkzwam
De kaneelkleurige melkzwam (Lactarius quietus) is een schimmel uit de familie Russulaceae. De paddenstoel leeft via ectomycorrhiza in symbiose met verschillende soorten eiken. In 1938 werd de soort ingedeeld in het geslacht Lactarius. De zwam is te herkennen aan de specifieke moeilijk te omschrijven geur en rossig bruine concentrische banden op de hoed. 

## Kenmerken

### Uiterlijke kenmerken
Hoed
De hoed is 3 tot 10 cm in diameter. De hoedrand is aanvankelijk ingerold en blijft dit ook bij oudere exemplaren nog lange tijd. De hoed is vrij vlezig en blijft lang bol. Later wordt hij meer uitgespreid, in het midden ingedrukt en uiteindelijk ondiep trechtervormig. Een umbo (bult) wordt zelden gevormd. De hoedhuid is enigszins vettig-plakkerig als hij jong is, later droog en dofglanzend. Hij is gezoneerd met concentrisch gerangschikte donkere vlekken.
Lamellen
De dicht opeenstaande lamellen lopen langs de steel iets af. Er zijn korte tussenliggende lamellen die de steel niet bereiken. Aanvankelijk is de kleur witachtig tot crème en bij rijping worden ze bleek roodachtig bruin. De lamelranden zijn hier en daar roestbruin gevlekt.
Steel
De steel kan 4-9 cm lang zijn en 10-15 mm dik. Het oppervlak is vaak mat, maar kan ook in de lengterichting gegroefd zijn. De kleur is net zo bleek grijzig-roodbruin als de hoed, maar onderaan iets donkerder.
Melksap
Bij een kneuzing stroomt de melk vrijelijk. Bij blootstelling aan de lucht wordt het witte melksap onmiddellijk wat gelig, zoals verse room. Het smaakt mild, met een licht bittere nasmaak. 
Geur en smaak
Het vruchtvlees is dik en stevig en witachtig in de hoed, en in de steel ook wijnbruin. De geur is onaangenaam, de vruchtlichamen ruiken naar bedwantsen of een vochtige linnen doek. Het vlees smaakt licht pikant.
Sporenprint
De sporenprint is crème.

### Microscopische kenmerken
De sporen zijn zijn breed elliptisch tot afgerond en meten 6,1-8,8 × 5,8-7,2 µm. De Q-waarde (quotiënt van lengte en breedte van de sporen) is 1,0 tot 1,3. Het sporenornament, tot 1 µm hoog, bestaat uit verschillende wratten en ribben, die knoestig en verdikt zijn en bijna volledig in een netwerk verweven. De basidia zijn sleutelvormig tot bolvormig en 35-40 µm lang en 10-12 µm breed. Ze dragen elk vier sterigmata.
De weinige talrijke cheilocystidia zijn sleutelvormig tot spindel- of priemvormig. Ze zijn 30-55 µm lang en 5,5-7 µm breed en hebben vaak een verlengde punt. De 30-75 µm lange en 4-9 µm brede, dunne pleurocystidia zijn ook spindel- tot priemvormig.
De hoedhuid bestaat uit onregelmatig ineengestrengelde hyfen van 3-10 µm breed, die in het onderste deel zijn verdeeld in vele kortcellige secties. De cuticula is een trichoderm waaruit de meestal gebogen uiteinden van de hyfen min of meer uitsteken.

## Verspreiding

Europese verspreiding

De zwam wordt gevonden in bijna geheel Europa. In Nederland en België komt hij algemeen voor in de maanden juli tot en met oktober. 

## Culinaire waarde
De paddenstoel is weliswaar eetbaar, maar heeft geen goede smaak. Oude exemplaren worden gegeten door sommige springstaarten.

## Foto's

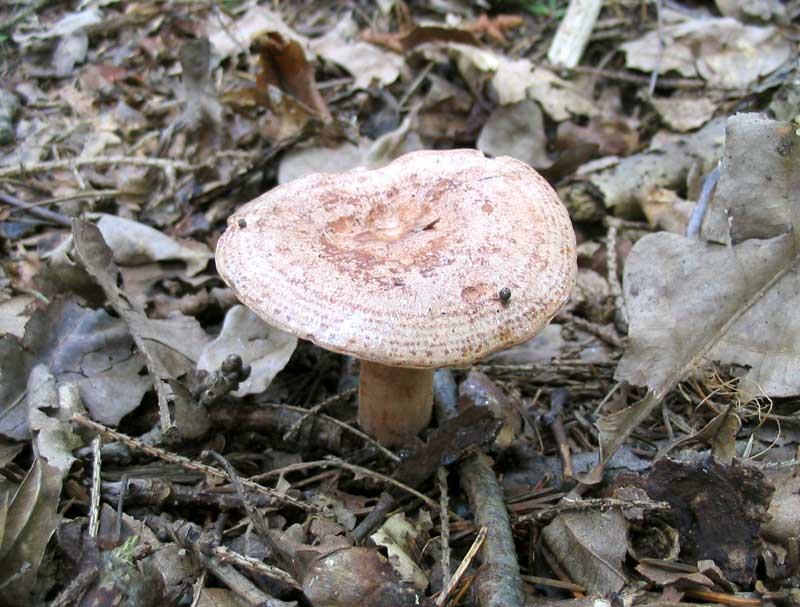
Hoed met ringen
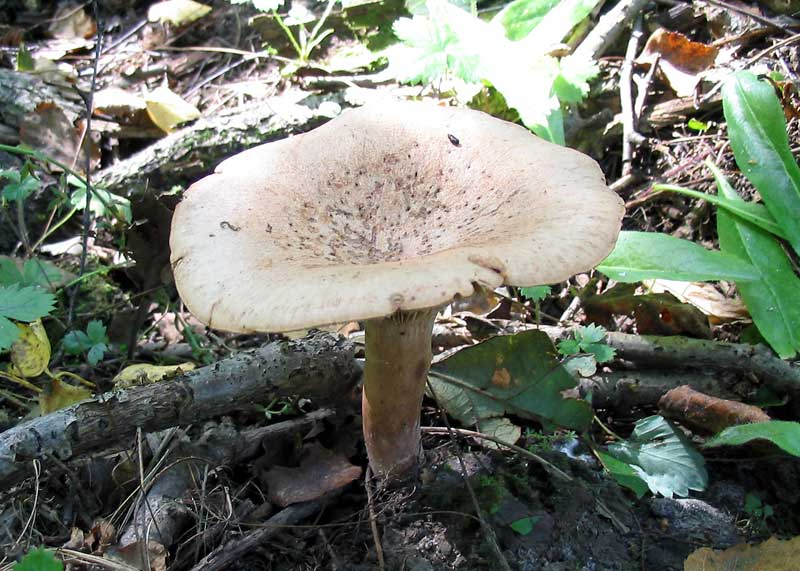
Hoedoppervlak
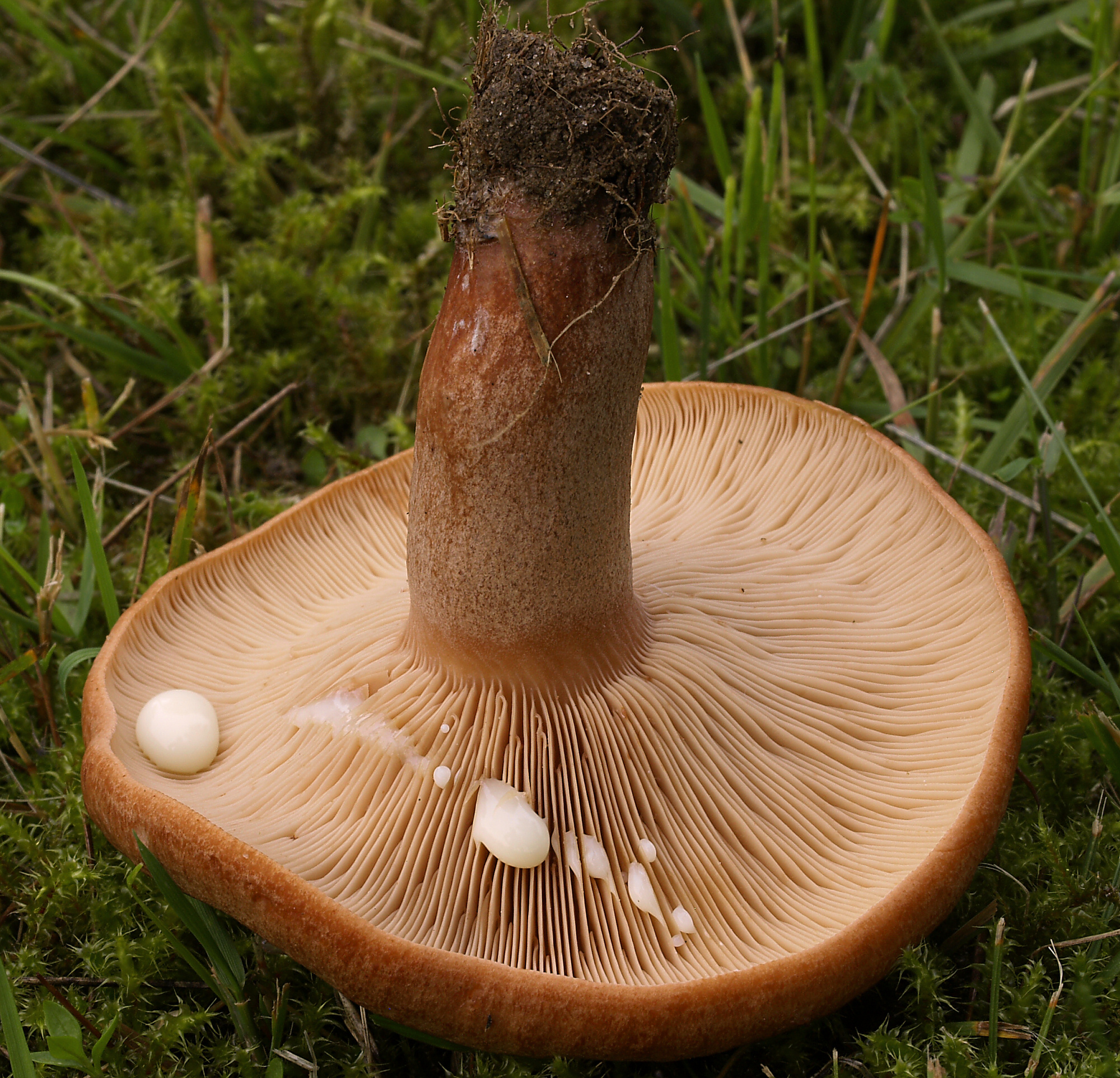
Lamellen met melk
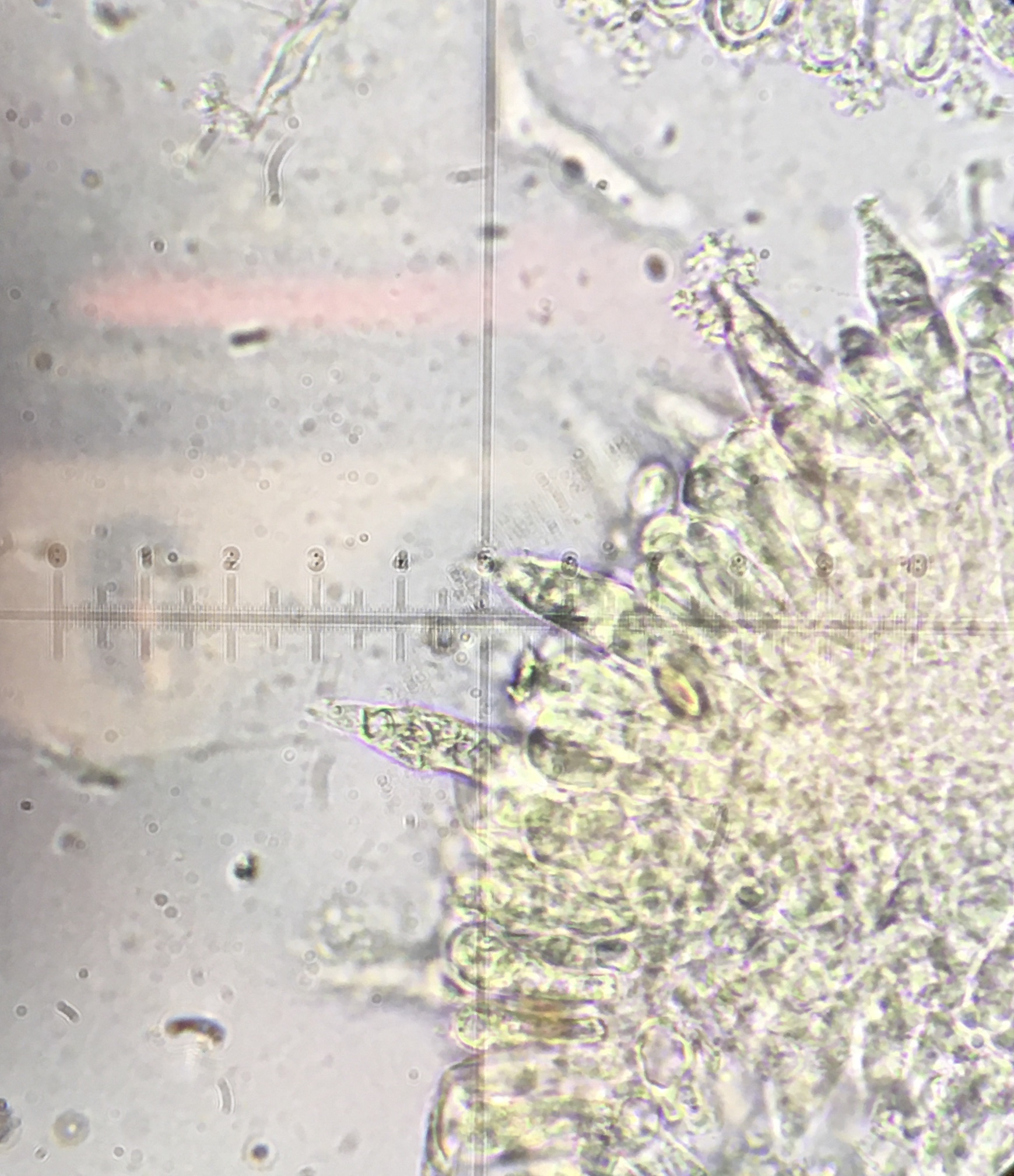
Cystidia
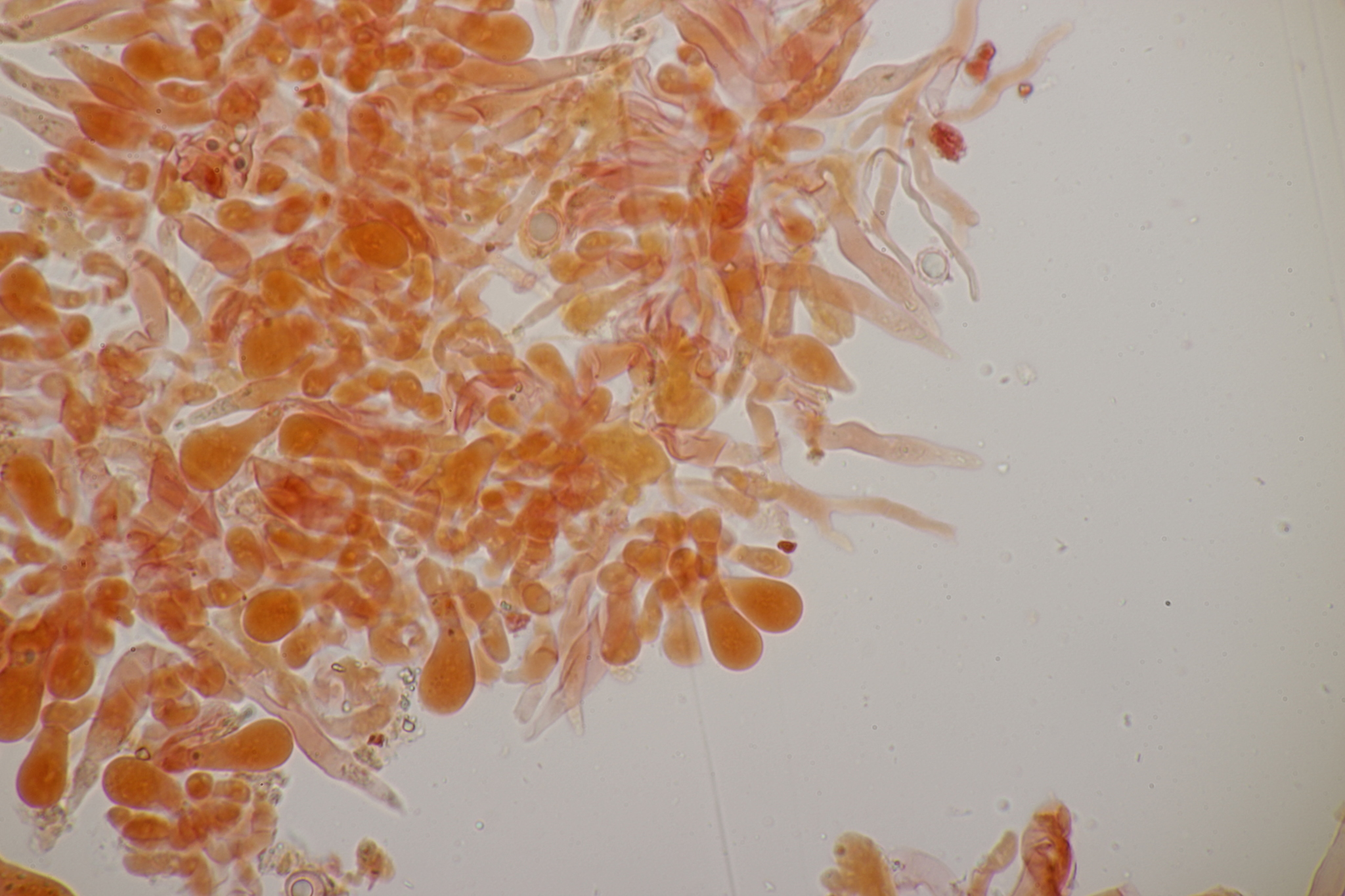
Basidia en cystidia
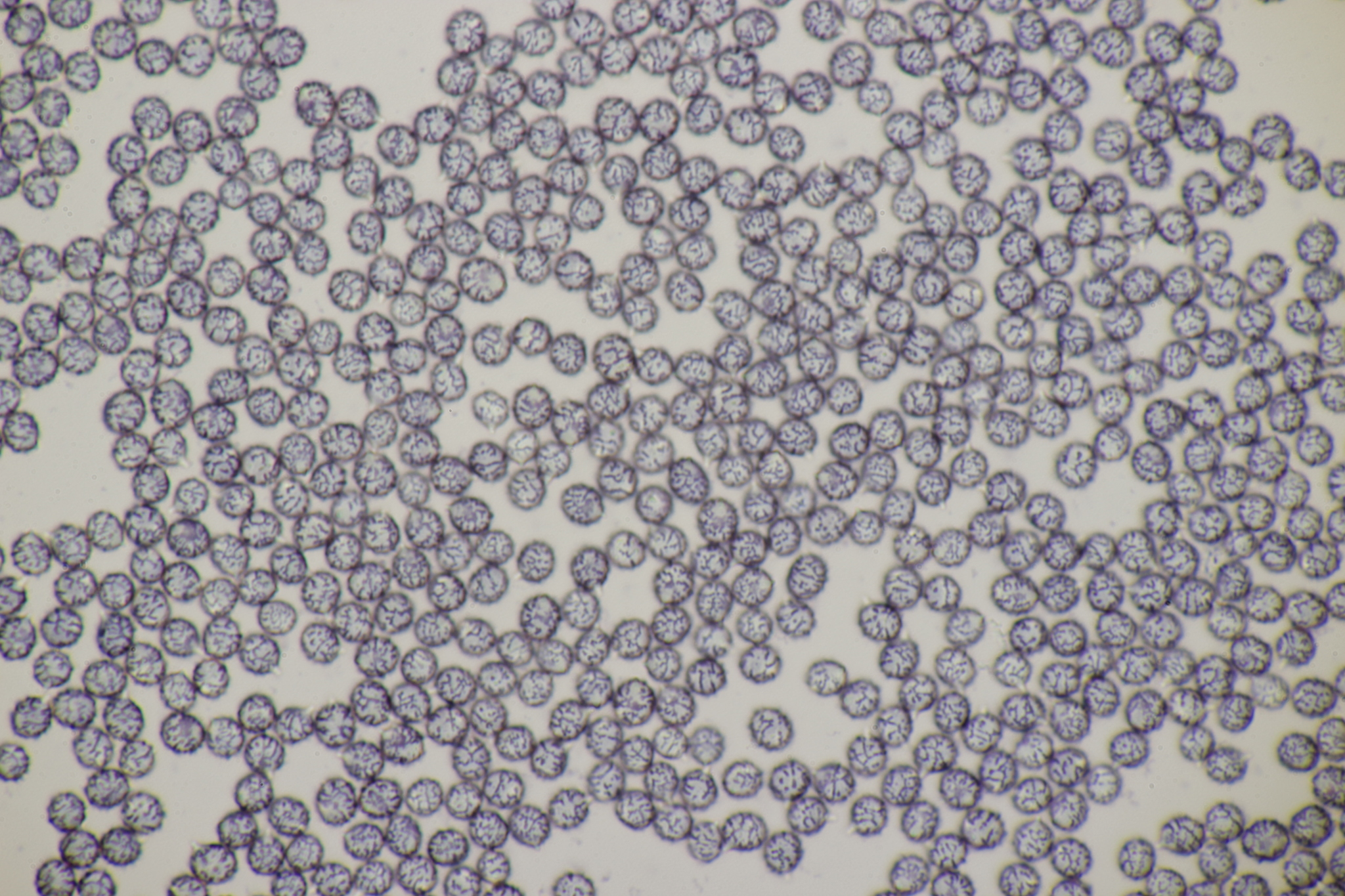
Sporen